# Helina xinanana
Helina xinanana este o specie de muște din genul Helina, familia Muscidae, descrisă de Feng în anul 2000.
Este endemică în Sichuan. Conform Catalogue of Life specia Helina xinanana nu are subspecii cunoscute.